# CineAlta

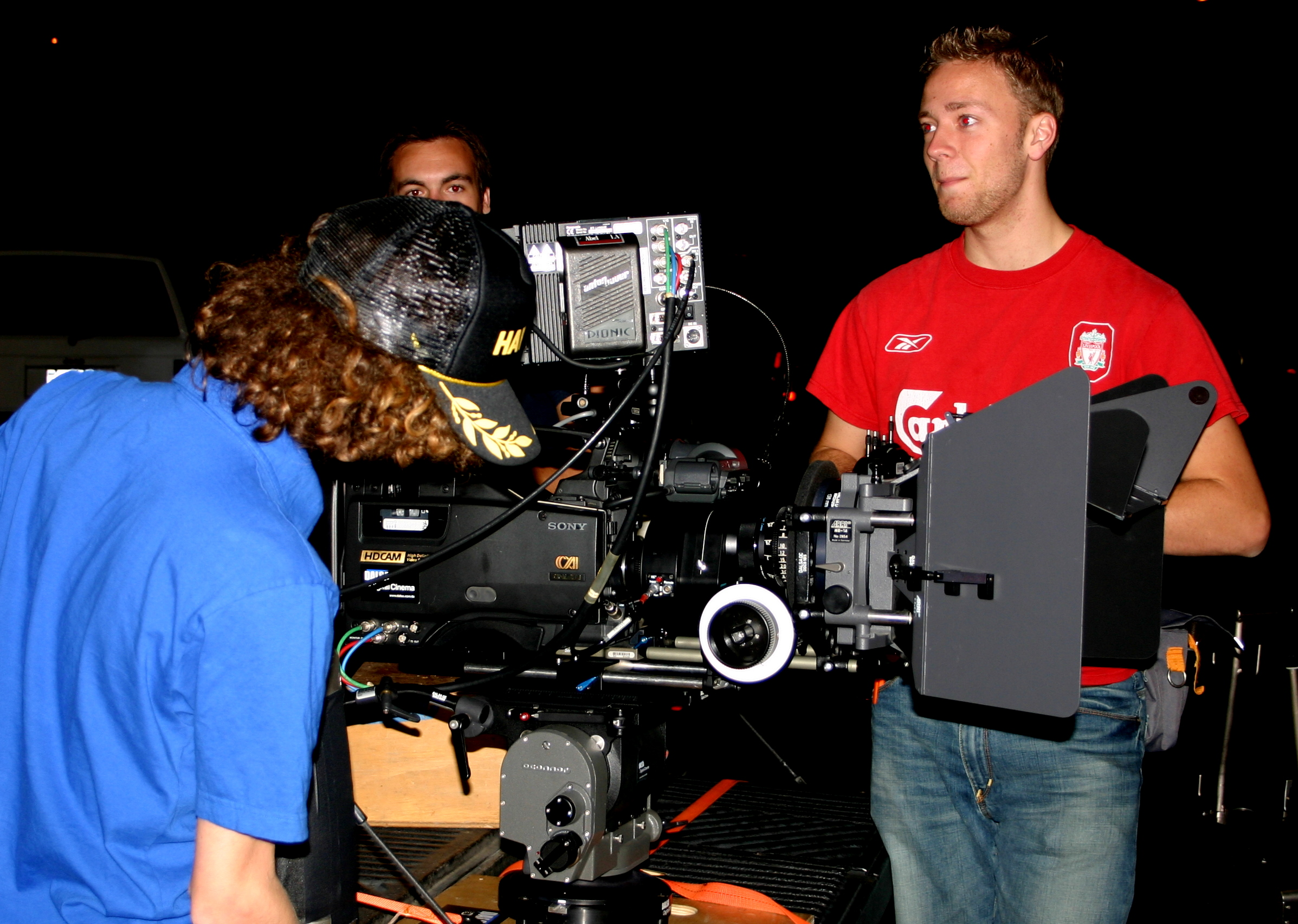
CineAltaでの撮影

CineAlta（シネアルタ）とは、ソニーが開発した映画撮影用デジタルビデオカメラのブランド名である。映画用35mmフィルムカメラとほぼ同等の性能を備える。映画の Cinema とイタリア語で最高を意味する Alta から名付けられている。
また、超高精細の4Kデジタルシネマ（横4096×縦2160画素）映像に対応した商品には「CineAlta 4K」の名前が用いられ、映画館での4K上映システムが、2007年から販売されている。

## 概要
CineAltaは、デジタルシネマのコンテンツ制作および上映に関連するさまざまな製品にソニーが冠したブランド名である。現在では、CineAltaブランドは、ビデオカメラ・カムコーダ・レコーダ・シネマサーバ・プロジェクタなどの機器に及ぶ。

## フォーマット
CineAltaカメラは、HDCAMテープ・XDCAM・Professional DiscまたはSxSフラッシュメモリカードに記録する。24fpsを含む異なるフレームレートでの記録が可能で、横1920×縦1080画素(1080p)の解像度に対応する。ミランダ DVC 802コンバーターとの併用もでき、その場合はSDI、DVや複数のHDが出力可能となる。

## 歴史・映画での使用
2000年、ジョージ・ルーカスが「『スター・ウォーズ エピソード2/クローンの攻撃』が100％デジタルで撮影される最初のメジャー映画作品になる」と発表した。これを受け、ソニーとパナビジョンは共同でHD 1080pカメラの開発にあたり、最初のCineAltaカメラであるソニーHDW-F900が誕生した。これはパナビジョン向けに仕様変更されてパナビジョンHD-900Fとも呼ばれた。
次作『スター・ウォーズ エピソード3/シスの復讐』では、解像度・色再現性能がさらに進化したソニーHDC-F950が使用された。オリジナルの16:9のアスペクト比から、フィルムでは2.35:1に切り取られている。結果的に、垂直解像度の1080ピクセルのうち実際に使われたのは817ピクセルだけであった。しかし、その後キヤノンのアナモルフィックアダプターが登場し、これを使用することで画素を失わずに2.35:1で撮影することが可能となった。『サルバドールの朝』はこのアダプターを撮影に使用した最初の作品である。
『エルミタージュ幻想』はHDW-F900を使用し、HDで撮影された。情報は非圧縮デジタルで100分のハードディスクに記録されたため、この90分の作品全体をワンカットで丸ごと収録することができた。撮影は4回行なわれ、最初の3回は技術的な問題で中断したが、4回目は成功した。この作品のDVDには、撮影技術についてのドキュメンタリー映像が特典として収録されている。
この他にCineAltaで撮影された映画作品は以下のようなものがある。
- 『アバター』（F35ベースにジェームズ・キャメロンが開発した『フュージョンカメラシステム』で3D撮影されている）
- 『バイオハザードIV アフターライフ』（ジェームズ・キャメロンのアドバイスにより、『フュージョンカメラシステム』を使用して撮影された『アバター』以来となるフル3D作品として制作された映画である。）
- 『トランスフォーマー/ダークサイド・ムーン』（アバターと同じ『フュージョンカメラシステム』と撮影クルーが使われている）
- 『トロン: レガシー』（F35での3D撮影）
- 『リアル・スティール』（F35での撮影）
- 『レッド・テイルズ』（F35での撮影）
- 『ウルトラヴァイオレット』
- 『スカイキャプテン ワールド・オブ・トゥモロー』
- 『シン・シティ』
- 『スパイキッズ2 失われた夢の島』
- 『天国はまだ遠く』
- 『ホノカアボーイ』
- 『少年メリケンサック』
- 『GOEMON』
- 『オブリビオン』（F65での撮影）
- 『アフター・アース』（F65での撮影）
- 『トゥモローランド』（F65での撮影）
- 『トップガン マーヴェリック』（VENICE 2での撮影）
- 『キングダム2 遥かなる大地へ』（VENICEでの撮影）
- 『アバター:ウェイ・オブ・ウォーター』（VENICE 2での撮影[2]）
- 『キングダム 運命の炎』
- 『ゴジラ-1.0』（VENICEでの撮影[3]）
- 『キングダム 大将軍の帰還』

## CineAltaカメラの一覧
- HDW-F900
- HDC-F950
- F23
- F35
- SRW-9000PL
- PMW-F3K
- F65
- PMW-F55
- PMW-F5
- MPC-3610 (VENICE)
- MPC-3626 (VENICE 2 6K)
- MPC-3628 (VENICE 2 8K)

## 4Kの普及
4Kデジタルシネマの撮影ができる機材として、2011年09月07日に新開発8K CMOSイメージセンサー（総画素数約2000万画素、有効画素数約1900万画素）を搭載した、業界最高画質のCineAltaF65カメラを発売した。CMOS特有のローリングシャッター現象を抑えるロータリーシャッターとNDフィルターを内蔵したモデル「F65RS」も同時発売。
4K映像の視聴については、ソニー製デジタルシネマプロジェクターが幅広く受け入れられており、全世界で既に約9000以上の映画館へ納入・設置されている。日本国内では、TOHOシネマズおよびティ・ジョイなど、大手映画劇場チェーンを始めとしたシネマコンプレックス映画館とデジタル化の契約を締結しており、上映側では4K映像が普及・浸透する環境が整いつつある。
シネアルタは、フィルム映画用カメラの最大手である、ドイツアーノルド&リヒター(ARRI)社のPLマウントを採用している他、同社のカメラ用アクセサリーと高い互換性を確保しているため、映画やCM撮影現場で一般的に使われているアーノルド&リヒター社のカメラに馴染んでいた、既存の撮影スタッフにも馴染みやすいという。